# Set Your Goals (гурт)
Set Your Goals — американський панк-рок-гурт із Сан-Франциско, Каліфорнія, створений у 2004 році. Назва гурту походить від однойменного альбому гурту CIV.
До складу гурту входять вокалісти Джордан Браун і Метт Вілсон, барабанщик Майк Емброуз, гітаристи Ауделіо Флорес-молодший і Даніель Коддер і басист Джо Сауседо.

## Історія

### Заснування та перші релізи (2004–08)
Утворившись у 2004 році, Set Your Goals випустили свій перший однойменний EP через Straight on Records у травні 2004 року. Гурт вирушив у деякі зі своїх перших турів із The Warriors і Make Move. З появою інформації про EP, до них звернулися кілька лейблів. Після «майже 2-річного гастрольного туру» вони підписали контракт з Eulogy Recordings і перевидали мініальбом під назвою Reset у квітні 2005 року. Ауделіо Флорес приєднався до гурту у квітні 2006 року після гри в гурті під назвою Amity з Лос-Анджелеса. Їх другим релізом на Eulogy був дебютний студійний альбом під назвою Mutiny!, який вийшов у липні 2006 року. Взимку 2007 року Дейв Йоха покинув гурт через виснаження після турів. Даніель Коддер повернувся для гастролей, перш ніж офіційно приєднатися до гурту у 2008 році; Коддер був оригінальним гітаристом Set Your Goals.
Навесні 2007 року вони грали на розігріві в турі гурту Anti-Flag разом з Alexisonfire і Big D and the Kids Table. Set Your Goals випустили акустичну версію свого треку «Echoes» для збірки Punk Goes Acoustic 2 на Fearless Records у 2007 році. Вони також зробили кавер на пісню Lil Jon «Put Yo Hood Up» для збірки Fearless Records Punk Goes Crunk, випущеної у квітні 2008 року.
Навесні 2008 року вони грали на Bamboozle Roadshow із Saves the Day, Armor for Sleep, Valencia та Metro Station. Set Your Goals випустив пісню під назвою «The Fallen» через сайти соціальних мереж Trig і MySpace, а також вебсайт Newgrounds. Вони грали весь 2008 Vans Warped Tour на Smartpunk Stage.

### Проблеми зі звукозаписним лейблом іThis Will Be the Death of Us(2008–10)

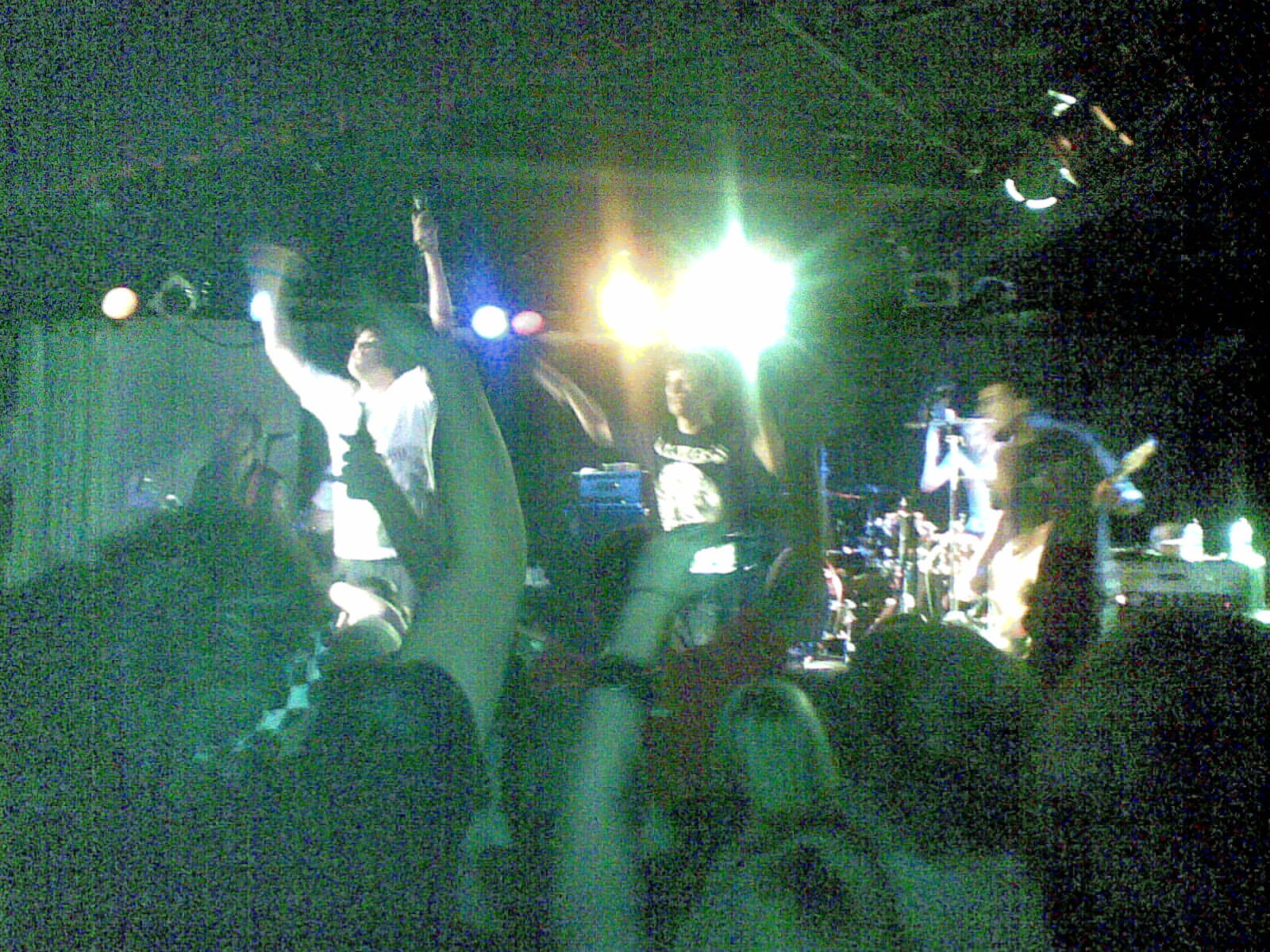
Set Your Goals під час виступу в готелі Corner у Мельбурні, червень 2009 року.

У серпні 2008 року Set Your Goals уклали угоду про викуп із Eulogy Recordings. Вокаліст Метт Вілсон пізніше натякнув, що їхній наступний реліз може бути випущений самостійно, сказавши: «Правда в тому, що у нас є багато варіантів для нашого наступного запису, і самовидання є одним із найкращих і дуже ймовірних варіантів». У березні 2009 року було оголошено, що Epitaph Records підписали контракт з гуртом.
Пізніше в цьому році вони грали на розігріві у New Found Glory під час туру Easy Core по Великобританії. Вони були основним супроводжувальним гуртом для New Found Glory у турі Not Without a Fight на початку 2009 року.
1 травня 2009 року гурт виступив під назвою Set Your Grohls, виконавши кавери на пісні Nirvana та Foo Fighters. Їхня друга платівка, This Will Be the Death of Us, була випущена через Epitaph Records 21 липня 2009 року та була спродюсована Майком Гріном (Paramore, The Matches).
На підтримку майбутнього альбому вони гастролювали по Австралії з All Time Low і Stealing O'Neal, а також гастролювали Сполученими Штатами протягом липня та серпня з Four Year Strong, Polar Bear Club, The Swellers і Fireworks. Гурт виконав наживо нові пісні з альбому This Will Be the Death of Us.
28 липня Set Your Goals оголосили, що їхній альбом This Will Be the Death of Us увійшов до чарту Billboard 200, посівши 65 позицію. Це стало розвитком успіху другого повноформатного альбому, де пісня «The Few That Remain» (за участю Гейлі Вільямса) була запрошена на KROQ-FM і була обрана для сумнозвісної Furious Five KROQ-FM. Пісня Gaia Bleeds представлена у відеогрі Madden NFL 10.
Гурт відіграв увесь Warped Tour 2010 на сцені Altec Lansing разом із Parkway Drive, Four Year Strong, Emmure, Whitechapel, Suicide Silence та іншими.
Протягом листопада гурт гастролював за кордоном на підтримку You Me At Six і The Blackout. Крім того, гурт виступав на власних концертах у Ліверпулі, Лідсі та Нортгемптоні.

### Burning at Both Ends(2010–12)
11 жовтня 2010 року гурт оголосив через свій обліковий запис у Twitter, що розпочав запис продовження альбому This Will Be the Death of Us з продюсером Браяном Мактернаном. Орієнтовно вихід нового альбому був запланований на весну 2011 року.
Під час сесії запитань і відповідей на обліковому записі гурту Formspring 7 січня 2011 року вони оголосили, що новий альбом буде називатися Burning at Both Ends і вийде 27 червня 2011 року.
У лютому — березні 2011 року гурт грав на розігріві у Parkway Drive під час їхнього туру по США. Також там грали The Ghost Inside і The Warriors. Після цього туру, у квітні 2011 року, гурт підтримав інший великий металкор-гурт — August Burns Red у їхньому власному турі по США, а також виконавців Texas in July і Born of Osiris. У поєднанні з новим релізом гурту Burning at Both Ends гурт здійснив тур у рамках Vans Warped Tour у червні — серпні 2011 року.
15 серпня 2011 року було оголошено, що гурт був доданий як головний супроводжувальний гурт туру Pop Punk's Not Dead Tour, хедлайнером якого був New Found Glory у жовтні — листопаді 2011 року. Там-таки грали The Wonder Years, Man Overboard і This Time Next Year.
5 жовтня 2011 року гурт випустив кліп на пісню «The Last American Virgin».
24 квітня 2012 року гурт випустив дві нові пісні, «Only Right Now» і «I'll Walk It Off», які були спродюсовані Чадом Гілбертом з New Found Glory. Пізніше в цьому році гурт Set Your Goals оголосив, що збирається увійти в студію, щоб почати запис свого нового альбому з Чадом.
24 жовтня 2012 року Емброуз оголосив у Facebook, що покине гурт після двох останніх виступів у Каліфорнії. Через травму учасника гурту друге шоу було скасовано.

### Бездіяльність і вихід Емброуза (2013–15)
Після виходу з Set Your Goals барабанщик Майк Емброуз приєднався до емо-гурту Misser, і його гру барабанах можна почути у їхньому EP «Distancing» 2013 року на Rise Records.
У березні 2013 року ритм-гітарист Ауделіо Флорес-молодший через Instagram і Facebook натякнув, що Set Your Goals перебуває в глибокій сплячці. З того часу він почав грати з What's Eating Gilbert (за участю Чеда Гілберта з New Found Glory), приєднавшись до гурту в їх загальнонаціональному турі по США.
3 травня 2013 року басист Джо Сауседо оголосив через свій обліковий запис у Твіттері, що заснував новий гурт та підготував нову музику. Через день він продовжив уточнювати, що він не залишив Set Your Goals, але що гурт все ще призупинений через те, що вокаліст Джордан Браун все ще одужує, а інші учасники гурту зайняті різними проєктами.
У лютому 2014 року Метт Вілсон заснував звукозаписний лейбл під назвою Calaveras Records, фінансований через краудфандингову платформу Kickstarter. Вілсон оголосив на сторінці Kickstarter, що лейбл перевипустить перші демо-записи Set Your Goals, які гурт повернув з Eulogy Recordings, якраз до 10-ї річниці гурту. Вілсон також сказав, що як великий шанувальник вінілу, він спробує випустити новий вініл до 19 квітня 2014 року (також відомого як День магазину платівок). 21 лютого 2014 року проєкт було повністю профінансовано. 31 березня Calaveras Records опублікував твіт, що перевидання «Reset» демо-версії Set Your Goals було визнано Pirates Press записом тижня за тиждень 28 березня.

### Відновлення (2015–дотепер)
7 грудня 2015 року Set Your Goals оголосили про реформування свого складу. Гурт оголосив дати виступів на весну 2016 року, починаючи з 924 Gilman Street у Берклі, Каліфорнія. У жовтні гурт грав на розігріві у Good Charlotte у їх хедлайнерському турі по США.

## Учасники гурту
| Поточний склад - Джордан Браун — ведучий вокал, клавішні, додаткова гітара (2004—2013, 2015–дотепер) - Метт Вілсон — ведучий вокал (2004—2013, 2015–дотепер) - Майк Емброуз — барабани, перкусія (2004—2012, 2015–дотепер) - Джо Сауседо — бас, бек-вокал (2005—2013, 2015–дотепер) - Ауделіо Флорс-молодший — ритм-гітара, екстрім-вокал (2006—2013, 2015–дотепер), соло-гітара (2007—2008) - Деніел Коддер — соло-гітара, бек-вокал (2008—2013, 2015–дотепер; концертний учасник 2004—2005, 2007—2008) Колишні учасники - Ізріл Бренсон — бас, бек-вокал (2004) - Кайл Діксон — гітари, бек-вокал (2004) - Тім «Топ Ган» Брукс — гітари, бек-вокал (2004) - Джейсон Брісман — бас, бек-вокал (2005) - Мануель Пералез — ритм-гітара, бек-вокал (2004—2006), соло-гітара (2004—2005) - Дейв Йоха — соло-гітара, бек-вокал (2005—2007) Timeline |

## Дискографія
Студійні альбоми
- Mutiny! (2006)
- This Will Be the Death of Us (2009)
- Burning at Both Ends (2011)